# چال‌هما
چال‌هما روستایی در دهستان هندودر بخش سربند شهرستان شازند استان مرکزی ایران است.

## جغرافیا
روستای چال هما تقریباً در۵۰ کیلومتری جنوب غرب اراک و ۲۵ کیلومتری شازند قرار گرفته‌است. روستای چالهما از نظر جغرافیایی در دامنه کوه‌های مرتفع و برفگیر واقع شده که باعث شده روستا دارای آب و هوای سرد کوهستانی باشد و تپه‌های اطراف آن در سال‌های اخیر مورد توجه زنبور داران قرار گرفته‌است. در واقع این روستا از سردترین مناطق آب و هوایی استان مرکزی است. از جاذبه‌های تفریحی این روستا می‌توان به دو سد خاکی چال‌هما و آب و هوای معتدل آن در تابستان و همچنین در زمستان اشاره کرد که باعث جذب گردشگران در تمام فصول شده‌اند. کوه‌های مرتفع این روستا از سرچشمه‌های اصلی آبهایی هستند که به سد کمال صالح منتهی می‌شوند و در تأمین آب شرب سهم بسزایی دارند.

## جمعیت
بر پایه سرشماری عمومی نفوس و مسکن در سال ۱۳۹۵ جمعیت این روستا ۲۰۹ نفر (۷۷خانوار) بوده‌است.